# Primera División 1931/32
Die Primera División 1931/32 war die vierte Spielzeit der höchsten spanischen Fußballliga. Sie startete am 22. November 1931 und endete am 3. April 1932.
Nach der Ausrufung der Zweiten Spanischen Republik wurde die Verwendung monarchistischer Symbole und Namensbestandteile verboten. Daraufhin mussten zahlreiche Vereine vor Saisonbeginn ihren Namen sowie ihr Wappen modifizieren.

## Vor der Saison
- Als Titelverteidiger ging der zweimalige Meister Athletic Bilbao ins Rennen. Letztjähriger Vizemeister wurde Racing Santander.
- Aufgestiegen aus der Segunda División ist der FC Valencia.

## Vereine
| Verein            | Stadt           | Stadion                     |
| ----------------- | --------------- | --------------------------- |
| FC Barcelona      | Barcelona       | Camp de Les Corts           |
| Español Barcelona | Barcelona       | Estadi Sarrià               |
| FC Valencia       | Valencia        | Estadio Mestalla            |
| Madrid FC         | Madrid          | Estadio de Chamartín        |
| Deportivo Alavés  | Vitoria-Gasteiz | Estadio Mendizorrotza       |
| Athletic Bilbao   | Bilbao          | Estadio San Mamés           |
| Donostia CF       | San Sebastián   | Estadio de Atotxa           |
| Arenas Club       | Getxo           | Estadio Municipal de Gobela |
| Racing Santander  | Santander       | Estadio El Sardinero        |
| Unión Club Irún   | Irun            | Stadium Gal                 |

## Abschlusstabelle
| Pl. | Verein                 | Sp. | S  | U | N  | Tore    | Quote | Punkte |
| --- | ---------------------- | --- | -- | - | -- | ------- | ----- | ------ |
| 1.  | Madrid FC              | 18  | 10 | 8 | 0  | 037:150 | 2,47  | 28:80  |
| 2.  | Athletic Bilbao (M, P) | 18  | 11 | 3 | 4  | 047:230 | 2,04  | 25:11  |
| 3.  | FC Barcelona           | 18  | 10 | 4 | 4  | 040:260 | 1,54  | 24:12  |
| 4.  | Racing Santander       | 18  | 7  | 6 | 5  | 036:350 | 1,03  | 20:16  |
| 5.  | Arenas Club            | 18  | 7  | 3 | 8  | 035:420 | 0,83  | 17:19  |
| 6.  | Español Barcelona      | 18  | 7  | 1 | 10 | 034:390 | 0,87  | 15:21  |
| 7.  | FC Valencia (N)        | 18  | 6  | 3 | 9  | 038:470 | 0,81  | 15:21  |
| 8.  | Donostia CF            | 18  | 7  | 0 | 11 | 038:350 | 1,09  | 14:22  |
| 9.  | Deportivo Alavés       | 18  | 5  | 1 | 12 | 022:440 | 0,50  | 11:25  |
| 10. | Unión Club Irún        | 18  | 4  | 3 | 11 | 024:450 | 0,53  | 11:25  |

Platzierungskriterien: 1. Punkte – 2. Direkter Vergleich  – 3. Torquotient – 4. geschossene Tore
| (M) | Spanischer Meister 1930/31                 |
| (P) | Pokalsieger 1930/31                        |
| (N) | Neuaufsteiger der Segunda División 1930/31 |

## Kreuztabelle
| 1931/32           | Madrid FC | Athletic Bilbao | FC Barcelona | Racing Santander | Arenas Club | Español Barcelona | FC Valencia | Donostia CF | Deportivo Alavés | Unión Club Irún |
| ----------------- | --------- | --------------- | ------------ | ---------------- | ----------- | ----------------- | ----------- | ----------- | ---------------- | --------------- |
| Madrid FC         |           | 1:1             | 2:0          | 0:0              | 4:0         | 3:0               | 4:1         | 1:0         | 5:0              | 3:2             |
| Athletic Bilbao   | 3:3       |                 | 3:0          | 3:2              | 4:1         | 4:0               | 7:2         | 5:1         | 3:2              | 2:1             |
| FC Barcelona      | 2:2       | 1:3             |              | 4:2              | 2:2         | 2:2               | 3:2         | 2:0         | 6:0              | 3:2             |
| Racing Santander  | 0:0       | 2:0             | 3:2          |                  | 1:1         | 2:1               | 4:1         | 2:1         | 1:1              | 2:2             |
| Arenas Club       | 2:2       | 2:1             | 1:3          | 3:1              |             | 3:2               | 4:1         | 2:1         | 4:1              | 5:0             |
| Español Barcelona | 1:2       | 1:0             | 0:3          | 6:1              | 4:2         |                   | 3:0         | 2:0         | 4:0              | 3:1             |
| FC Valencia       | 1:1       | 0:0             | 0:0          | 6:4              | 3:2         | 3:1               |             | 4:0         | 5:1              | 5:1             |
| Donostia CF       | 1:2       | 3:2             | 0:1          | 1:5              | 7:0         | 5:2               | 7:1         |             | 4:1              | 5:0             |
| Deportivo Alavés  | 0:1       | 0:1             | 1:3          | 1:2              | 3:1         | 4:1               | 2:1         | 1:2         |                  | 1:0             |
| Unión Club Irún   | 1:1       | 1:5             | 1:3          | 2:2              | 1:0         | 4:1               | 3:2         | 2:0         | 0:2              |                 |

## Nach der Saison
- 1. – Madrid FC – Meister

Absteiger in die Segunda División
- 10. – Union Club Irún

Aufsteiger in die Primera División
- Betis Sevilla

## Pichichi-Trophäe
Die Pichichi-Trophäe wird jährlich für den besten Torschützen der Spielzeit vergeben.
| Pl. | Nat.                    | Spieler             | Verein          | Tore |
| --- | ----------------------- | ------------------- | --------------- | ---- |
| 1   | Spanien Zweite Republik | Guillermo Gorostiza | Athletic Bilbao | 12   |
| 2   | Spanien Zweite Republik | Bata                | Athletic Bilbao | 11   |
|     | Spanien Zweite Republik | Manuel Olivares     | Madrid FC       | 11   |

## Die Meistermannschaft von Madrid FC
(Spieler mit mindestens 5 Einsätzen wurden berücksichtigt; in Klammern sind die Spiele und Tore angegeben)
| 1.        | Madrid FC |
| Madrid FC | - Tor: Ricardo Zamora (17/-) - Abwehr: Ciriaco Errasti (15/-); Jacinto Quincoces (17/-) - Mittelfeld: Manuel Díaz Ateca (11/-); Leóncito (18/1); Manuel Prats (14/-); Luis Regueiro (15/5) - Sturm: Eugenio (9/1); Hilario (14/5); Jaime Lazcano (13/5); Luis Olaso (12/2); Manuel Olivares (13/11) - Trainer: Lippo Hertzka |